# Phoenicopterus
Phoenicopterus, rod ptica u porodici plamenaca (Phoenicopteridae), koju čine zajednoi s rodovima Elornis †, Juncitarsus †, Leakeyornis†, Phoeniconaias, Phoeniconotius† i Phoenicoparrus.
Odlikuju se dugim savitljivim vratom, dugim nogama s četiri prsta, od kojih je stražnji zakržljao, a prednja tri su spojena plivačim kožicama. Hrane se algama i vodenim beskralježnjacima koje nalaze na obalama riječnih ušća ili uz obale mora i jezera. 
Rasprostranjeni su u Južnoj i Srednjoj Americi, jugozapadnoj Aziji, južnoj Europi i Africi.
Najpoznatiji je ružičasti plamenac (Phoenicopterus ruber) ružičastobijelog perja koji naraste do 130cm visine.